# Flaris LAR01
O Flaris LAR01 (também designado como LAR-1 ou LAR 01) é um very light jet de cinco assentos polonês, sendo desenvolvido pela Metal-Masters, de Jelenia Góra. O Flaris é o único very light jet monomotor sendo desenvolvido fora dos Estados Unidos.
A aeronave foi revelada publicamente no Show Aéreo de Paris de 2013, sendo promovido para pilotos privados e clientes corporativos, bem como a operadores comerciais. Seu primeiro voo era programado para 2013, mas somente veio a acontecer em 5 de abril de 2019.

## Desenvolvimento

### Origem
O projeto do Flaris LAR01 foi iniciado com Sylwia e Rafał Ładzińscy, com assistência do Instytut Lotnictwa, Instytut Techniczny Wojsk Lotniczych, Politechnika Warszawska, Politechnika Wrocławska e da Wojskowa Akademia Techniczna. De acordo com Ładzińscy, o projeto emergiu da ambição de produzir uma aeronave acessível que fosse adequada para rotas ponto-a-ponto curtas e fosse operada por uma variedade de operadores comerciais, executivos e privados, que quisessem progredir de aeronaves a pistão e turboélices. Rafał Ładzińscy, que produziu o design com Sylwia Ładzińscy, também é o líder do projeto da Flaris e chefe de pesquisa e desenvolvimento. O chefe de projeto é Andrzej Frydrychewicz. Krzysztof Kubryński também fez parte da equipe, fazendo um trabalho aerodinâmico extensivo.
Em junho de 2013, a existência do programa LAR01 foi publicamente revelado no Show Aéreo de Paris de 2013. Entre os atributos da aeronave, enfatizados durante seu lançamento, era seu nicho novo na aviação geral, docilidade de voo, construção leve, baixo custo operacional, segurança e versatilidade. A companhia previa que houvesse demanda de centenas de aeronaves por ano.
Durante o evento de lançamento, em 2013, na qual um protótipo foi exposto, foi anunciado que o LAR01 seria o primeiro de três modelos que seriam lançados pela companhia, apesar de poucos detalhes terem sido revelados pela companhia, sendo dito que um dos modelos seria menos que o LAR01 e o outro seria maior. Em junho de 2015, a questão de outros modelos da companhia foram abordados, na qual se revelou que haviam ambições para a produção de uma série de jatos executivos seriam produzidos, com o próximo projeto sendo uma aeronave bimotor.

### Protótipos e Produção

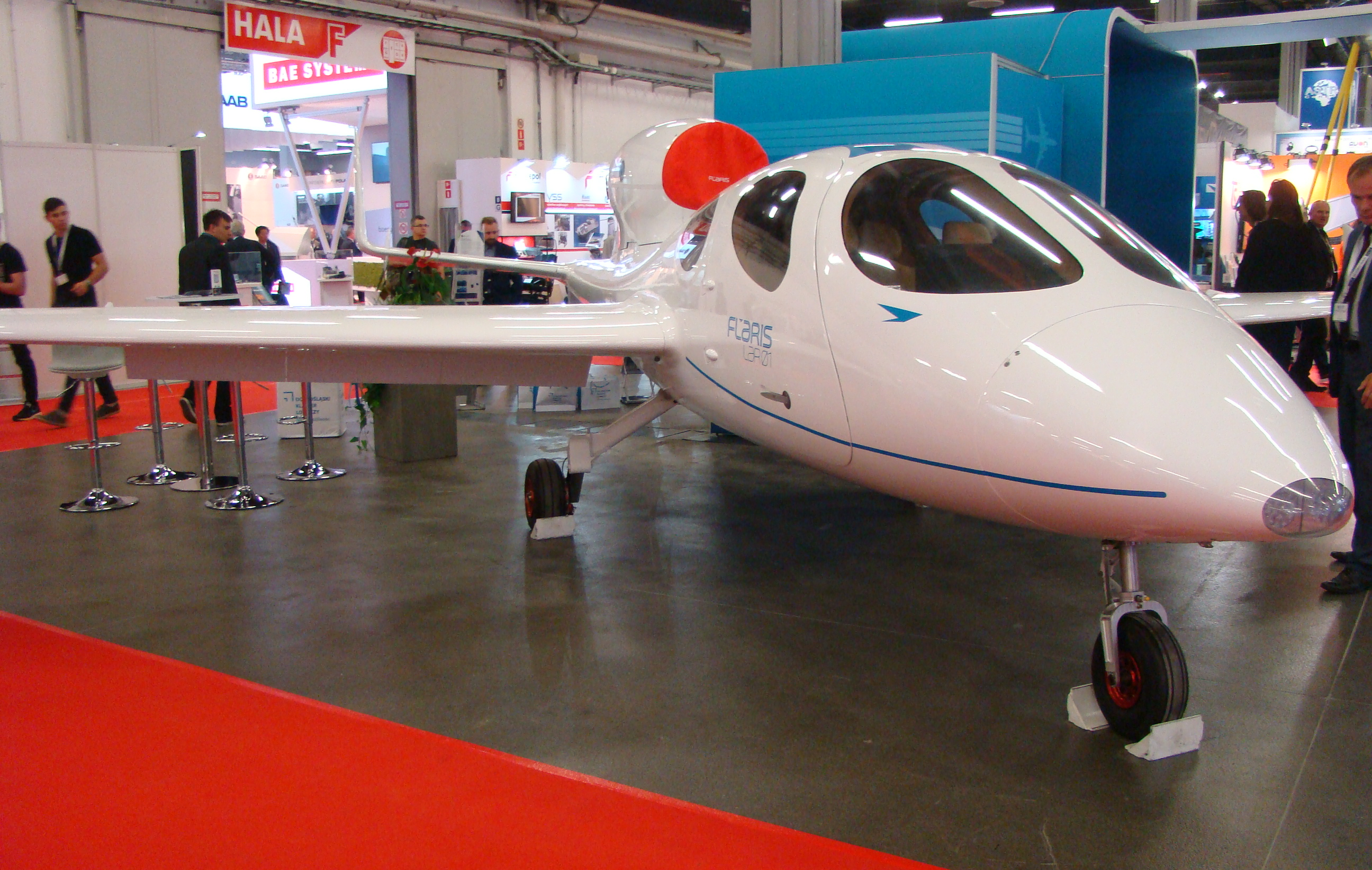
Nariz do Flaris LAR01, 2018

Durante o lançamento de 2013, foi afirmado que o protótipo voaria ainda naquele ano, bem como foi especulado que seriam construídos um lote de 20 aeronaves em 2014. Em março de 2014, um primeiro protótipo (não aeronavegável) foi utilizado para ensaios estáticos não destrutivos, enquanto o segundo protótipo faria o primeiro voo ainda em 2014; porém, foi admitido na época que havia uma falta de certeza com relação as datas precisas. As encomendas seriam abertas logo após o primeiro voo. Em maio de 2014, a companhia já estava em processo de estabelecimento de uma linha de produção para o tipo, bem como a construção do terceiro e quarto protótipo.
O segundo protótipo foi propelido por um único turbofan Pratt & Whitney Canada PW610, apesar de motores alternativos serem também considerados para equipar a versão de produção. A publicação aeronáutica Aviation Week atribuiu a incerteza relativa aos motores, o motivo para os atrasos do projeto. Sendo feito o primeiro voo, o segundo protótipo participaria do programa de certificação, junto de dois outros protótipos; em dezembro de 2014, a companhia projetava a construção de um total de cinco protótipos. A certificação CS-23 final para o LAR01 pela Agência Europeia para a Segurança da Aviação (EASA) foi antecipada para acontecer três anos após o primeiro voo. Em fevereiro de 2015, o segundo protótipo iniciou uma série de testes de taxi, enquanto já chegava no final de seus ensaios em terra.
Em março de 2015, foi afirmado que o tipo era esperado que recebesse seu certificado de tipo em 2018. Em 2015, foi afirmado que as primeiras entregas aconteceriam em 2016, ano também na qual a aeronave receberia a certificação experimental S-1 da autoridade de aviação civil polonesa, antes de sua certificação pela EASA. Em fevereiro de 2016, se afirmou que o primeiro voo do LAR01 aconteceria nos próximos meses. Em julho de 2016, testes de motores em terra da aeronave com o turbofan Williams FJ33-5A, que seria utilizado nas aeronaves de produção, começariam. Em fevereiro de 2017, foi reportado que o LAR01 entrou nos estágios finais dos ensaios em terra e executaria seu primeiro voo na primeira metade do ano. De acordo com a companhia, estavam trabalhando em conjunto com a autoridade de aviação civil polonesa para testes de sistemas embarcados, incluso os testes com as asas destacáveis e o sistema de pressurização da cabine.
Em junho de 2018, os ensaios em terra foram completados antes do primeiro voo, que era antecipado, na época, para julho de 2018. As primeiras 500 a 1000 horas de ensaios em voo seriam feitos no Aeroporto de Zielona Góra, no oeste polonês, antes de ser transferido para o Aeroporto de Breslávia-Copérnico. Na época, a companhia antecipou que o certificado experimental S-1 da autoridade de aviação civil polonesa seria expedido após 150 horas de provas, que seriam completadas em 12 meses. Após isso, de 18 a 24 meses, seria expedida a certificação CS-23 da EASA. Encomendas seriam aceitas em 2019. A aeronave seria exibida em Genebra, no EBACE, em maio de 2019; e EAA AirVenture Oshkosh, em julho de 2019.
Em setembro de 2018, o primeiro voo ainda não havia ocorrido e o site da companhia declarava que "o primeiro voo dependia de muitos fatores, como o clima, e é difícil de se marcar uma data exata. Planejamos fazer uma demonstração pública somente depois de completarmos o primeiro voo".
O protótipo, matriculado SP-YLE, fez o seu primeiro voo em 5 de abril de 2019, desde o Aeroporto de Zielona Góra-Babimost. Em fevereiro de 2020, o protótipo inicial havia completado 60 horas de ensaios em voo, além da aeronave de pré-produção estar preparada para seu primeiro voo no mês de abril de 2019. A companhia havia recebido 50 encomendas, majoritariamente de pilotos privados. O certificado experimental S-1 era esperado após 200 horas de voo, com a primeira entrega sendo prevista para 2021, logo antes da aplicação para a certificação CS-23 da EASA. O programa de ensaios em voo foi planejado com testes de sistema para o motor Williams FJ33, o trem de pouso retrátil, sistemas hidráulicos, displays de voo Garmin G600TXi, autopilot e autothrottle. O protótipo chegou a 7.620 m (25.000 ft) em três minutos e 30 segundos, também demonstrando velocidade de estol a 107 km/h (58 kn).
A produção e vendas da aeronave começaram em abril de 2024, com as primeiras entregas para os Emirados Árabes Unidos. Ao mesmo tempo, a companhia trabalha em uma variante de patrulha, o LAR01 OPV e no LAR01 CARGO, para o mercado europeu.

## Design

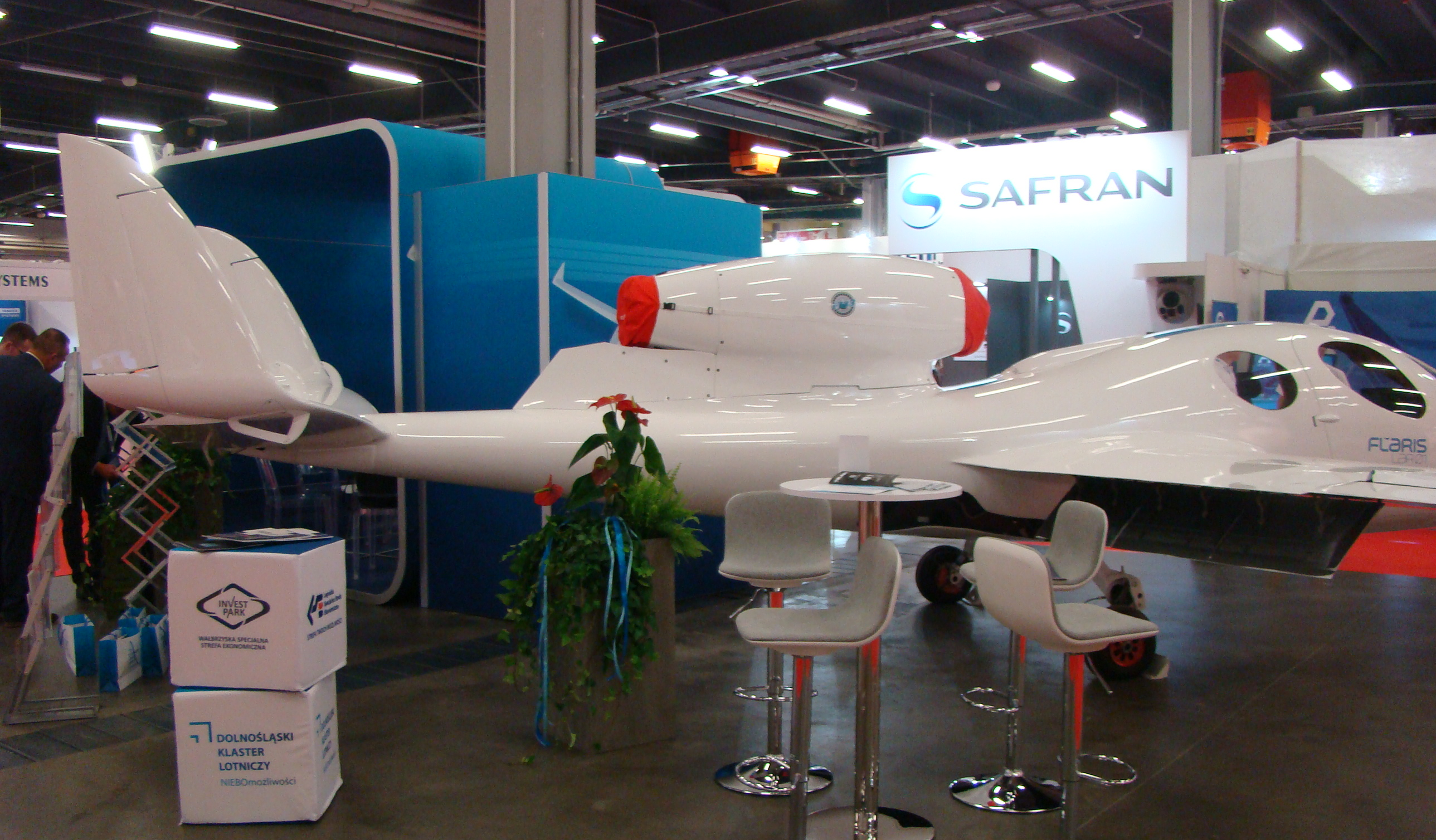
Empenagem do Flaris LAR01, 2018

O Flaris LAR01 é um very light jet de cinco assentos, projetado para uso na aviação geral. Ele é construído, majoritariamente, de polímero de fibra de carbono reforçado e propelido por um único motor turbofan, sendo o Williams FJ33-5A utilizado na versão do produção da aeronave. O LAR01 tem o propósito de ser acessível para pilotos privados. A aeronave é proposta para emprego em taxi aéreo, transporte pessoal, serviços de emergência médica e vigilância aérea, podendo - potencialmente - ser modificado como uma aeronave não tripulada.
O LAR01 é otimizado para uso de pilotos privados, tanto que - onde foi possível - a cabine de comando foi deliberadamente projetada para imitar a de um carro. Os projetistas tentaram prover a aeronave de asas e seções da empenagem destacáveis, de forma que ela pudesse ser guardada dentro uma garagem típica. Os tanques de combustível ficam na fuselagem, evitando o uso das asas para armazenar os tanques. O LAR01 é reportado como uma aeronave de controles relativamente dóceis.
Vários recursos para segurança e conveniência devem ser incorporados ao design do LAR01. Ao contrário de várias aeronaves a jato, o LAR01, segundo a fabricante, pode operar em pistas não pavimentadas e de grama. Por motivos de segurança, o LAR01 foi projetado para uso de um paraquedas balístico, com um paraquedas sendo instalado no nariz e outro na cauda. Ela pode ser equipada com vários modelos de glass cockpits da Garmin. Um sistema de degelo elétrico também foi adicionado.
A aeronave - que custa €1.8 milhão (US$ 2 milhões) - tem a previsão de custos operacionais diretos (combustível, manutenção e seguro) de US$ 450 por hora de voo. A aeronave tem uma velocidade de cruzeiro de 796 km/h (429 kn), tendo um alcance de 3.500 km (1.900 nmi), MTOW de 1.850 kg e ter capacidade de pouso e decolagem em pistas de grama ou com menos de 250 m (820 ft).

## Especificações
Dados de: Metal-Masters 

### Características Gerais
- Tripulantes: Um
- Passageiros: Quatro
- Comprimento: 8.32 m (27 ft 4 in);
- Envergadura: 8.68 m (28 ft 6 in);
- Altura: 2.43 m (8 ft 0 in);
- Altura da Cabine: 122 cm (48 in);
- Área Alar: 10.0 m2 (108 sq ft);
- Peso Vazio: 900 kg (1,984 lb);
- Peso Carregado: 1,850 kg (4,079 lb);
- Peso Máximo de Decolagem (MTOW): 1,850 kg (4,079 lb)
- Motor: 1x turbofan Williams FJ33-5A, com 1.900 lbf (8.5 kN) de empuxo;

### Performance
- Velocidade Máxima: 889 km/h (552 mph, 480 kn, Mach 0.72);
- Velocidade de Cruzeiro: 796 km/h (494 mph, 429 kn);
- Velocidade de Estol:  115 km/h (71 mph, 62 kn);
- Alcance: 3,500 km (2,200 mi, 1,900 nmi);
- Teto de Serviço: 9,449 m (31,000 ft);
- Taxa de Subida: 30 m/s (5,900 ft/min);
- Razão de Planeio Máxima: 18:1;
- Carga Alar: 150 kg/m2 (31 lb/sq ft)

## Ver Também
Aeronaves com funções, configurações, características ou eras comparáveis:
- Cirrus Vision SF50
- Diamond D-Jet

## Ligações Externas
- «Sítio oficial»